# Marta Wcisło
Marta Anna Wcisło (nascida em 26 de fevereiro de 1969) é uma educadora polaca, política e membro da Plataforma Cívica, um partido de centro-direita. É membro do Sejm desde 12 de novembro de 2019, depois de ganhar 15.062 votos nas eleições parlamentares polacas de 2019.